# Кракатит (фильм)
«Кракатит» (чеш. Krakatit) — чехословацкий художественный фильм, снятый кинорежиссёром Отакаром Ваврой в 1948 году.
Экранизация одноимённого романа-антиутопии Карела Чапека, написанного в 1922 году и названного по аналогии с вулканом Кракатау.

## Сюжет
Главный герой фильма — инженер Прокоп изобрел сверхоружие — супервзрывчатку. Разворачивается борьба за изобретение, происки спецслужб... Болезнь инженера-изобретателя сверхопасного взрывчатого вещества «Кракатит» обостряется галлюцинациями.
Режиссёр искусно передаёт сюрреалистическую атмосферу бреда, в котором переплетается реальность и вымысел. Вопросы о мировом господстве, аллюзии с атомной бомбой, экзистенциальные переживания ученого.

## В ролях
- Карел Хёгер — Прокоп, инженер-изобретатель
- Франтишек Смолик
- Флоренс Марли
- Эдуард Линкерс
- Иржи Плахый
- Наташа Танска
- Мирослав Гомола
- Власта Фабианова
- Ярослав Пруха
- Иржина Петровицка и др.